# Gare de Paimpol
Gare de Paimpol vasútállomás Franciaországban, Paimpol településen.

## Vasútvonalak
Az állomást az alábbi vasútvonalak érintik:
- Guingamp-Paimpol-vasútvonal

## Kapcsolódó állomások
A vasútállomáshoz az alábbi állomások vannak a legközelebb:
- Gare de Lancerf (Gare de Guingamp, Guingamp-Paimpol-vasútvonal)